# Serment de loyauté
Le serment de loyauté est une déclaration de loyauté, souvent sous forme solennelle, qu'un citoyen fait vis-à-vis de sa patrie.
Au Royaume-Uni, la doctrine, qui fut un temps adoptée également aux États-Unis, soutenait que le serment de loyauté était définitif (principe latin : Nemo potest exuere patriam). Chaque personne devait allégeance à la Couronne.